# Giovanni Maria Ruggieri
Giovanni Maria Ruggieri (auch: Ruggeri) (* 1665 in Verona; † um 1725) war ein italienischer Komponist des Barock, der in Venedig wirkte.

## Leben und Wirken
Über Ruggieris Leben gibt es nur spärliche Informationen. Auf dem Deckblatt seines Cara non lacrimar wird er als „Citadino Veronese“ erwähnt, andererseits wird 1707 in einem anderen Dokument aus dem Staatsarchiv Venedigs erwähnt, dass die Familie von Ruggieris Vater aus Ancona stamme. Im Vorwort zu seinen ersten Sonaten Opus 1 bezeichnete er sich 1689 noch als „Dilettant“, also als ein nicht beruflich tätiger Musiker. Die Sonaten Opus 1 und Opus 3 unterscheiden sich durch einen großen Reifesprung Ruggieris. Ab etwa 1700 wurde Ruggieri zu einer festen Größe im Opernleben Venedigs. 1715 wurde Ruggieri als Kapellmeister in Pesaro erwähnt. Heute ist Ruggieri vor allem bekannt, weil Antonio Vivaldi sein Gloria RV Anh.23 und Anh.24, mit der Cum sancto spiritu Fuge von Ruggieri enden lässt. Es ist dokumentiert, dass Ruggieri 1725 als Revisor von Vivaldis Oper L’inganno trionfante in amore tätig war.

## Werke (Auswahl)
Streichersonaten
- Op. 1, 10 Violinsonaten „Bizarrie armoniche esposite in dieci Sonate con violini, tiorbo e cembalo“ (Giuseppe Sala, Venedig 1689), Befindet sich in der Bibliothek des Grafen Schönborn-Wiesentheid.
- Op. 2, 10 Triosonaten „Scherzi geniali ridotti a regola armonica in dieci sonata da camera a tre“ (1690)
- Op. 3, 10 Triosonaten „Suonata da chiesa a tre violini e tiorbo o violone con il suo Basso Continuo per l’organo“ (1693) Österreichische Nationalbibliothek, Musiksammlung
- Op. 4, 10 Triosonaten unter dem gleichen Titel wie Op. 3 (1697) gilt als verschollen

Opern
- La Cleotide (dramma per musica, libretto di Giovanni Battista Neri, 1696, Venedig; data anche come Amar per vendetta, 1702, Venedig)
- La Mariamme (dramma per musica, libretto di Lorenzo Burlini, 1696, Venedig)
- La saggia pazzia di Giunio Bruto (dramma per musica, libretto di Lotto Lotti, 1968, Venedig)
- Miliziade (dramma per musica, libretto di Lotto Lotti, 1699, Venedig)
- Armida abbandonata (dramma per musica, libretto di Francesco Silvani, 1707, Venezia)
- Arrenione (dramma per musica, libretto di Francesco Silvani, 1708, Venedig)
- Arato in Sparta (dramma per musica, libretto di Benedetto Marcello o Nicolò Minato, 1710, Venedig)
- Non son quella è la difesa (dramma per musica, libretto di Giorgio Antonio Falier, 1710, Venedig)
- L’ingannator ingannato (dramma per musica, libretto di Antonio Marchi, 1710, Venedig)
- Le gare di politica e d’amore (dramma per musica, libretto di Antonio Salvi, 1711, Venedig)
- Elisa (dramma per musica, libretto di Domenico Lalli, 1711, Venedig)
- Arsinoe vendicata (dramma per musica, libretto di Grazio Braccioli, 1712, Venedig)